# Il professor Layton e l'eterna Diva
Il professor Layton e l'eterna Diva (レイトン 教授 と 永遠 の 歌姫?, Reiton-kyōju to eien no utahime) è un film d'animazione del 2009 diretto da Masakazu Hashimoto.
Il film, continuazione della serie del professor Layton, si svolge subito dopo gli eventi del videogioco Il professor Layton e il richiamo dello spettro, in cui l'apprendista del professor Layton, Luke, sta indagando sull'immortalità.
Secondo la Level-5, il film rimane fedele ai giochi, con musica, enigmi e personaggi. Il film, uscito in Giappone il 19 dicembre 2009, venne proiettato a Singapore il 18 marzo 2010 in giapponese con sottotitoli in inglese e cinese. Successivamente, il 18 ottobre 2010, venne pubblicata una versione in lingua inglese per il mercato del Regno Unito ad opera della Manga Entertainment. In Italia, disponibile sul mercato dell'home video dal 13 ottobre 2010 nei formati DVD e Blu-ray Disc pubblicato da Kazé, è stato trasmesso in prima TV assoluta il 17 dicembre 2010 su Cartoon Network.

## Trama
L'archeologo e maestro degli enigmi Layton e il suo giovane apprendista Luke risolvono il mistero del Big Ben, deducendo che il colpevole sia Don Pablo. I due ritornano nell'ufficio del professore, dove ascoltano L'Eterna Diva, un vinile di una vecchia studentessa di Layton chiamata Janice Quatlane, che spinge la coppia a ricordare una delle loro prime avventura di tre anni fa. La cantante d'opera Janice Quatlane invita ad un suo concerto il suo ex-insegnante per parlargli di un'inspiegabile questione: la sua migliore amica Melina Whistler, morta di una grave malattia un anno prima, sembra essersi reincarnata in una piccola bambina di sette anni, Nina, a cui sarebbe stata concessa la vita eterna. Nel frattempo Layton, Luke ed Emmy si recano a teatro, per assistere al Regno Eterno di un Oswald Whistler il padre di Melina. Emmy spiega che a Londra alcuni misteriosi individui sarebber in grado di concedere la vita eterna, in cambio di un lauto compenso. L'opera si ispira alla leggenda di Ambrosia, da anni oggetto di studio del dottor Schrader, mentore di Layton, il cui unico indizio è un frammento dello stemma.
Arrivati al teatro, Layton racconta a Luke la leggenda di Ambrosia. La regina del regno, amante della musica, un giorno si ammalò. Tutti gli abitanti si adoperarono per trovare un rimedio, ma ogni sforzo si rivelò vano. La regina si spense e subito dopo, per ironia della sorte, la cura venne scoperta: era l'elisir di giovinezza. Sentendosi in colpa per essere arrivati troppo tardi, gli abitanti caddero in uno sconforto inconsolabile. Giurarono di non trovare pace finché non avessero trovato il modo di riportare in vita la sovrana e così bevvero tutti l'elisir di giovinezza. La leggenda narra anche che Ambrosia esista ancora da qualche parte, e che attenda con ansia il risveglio della sua sfortunata regina.
Mentre Emmy indaga da sola, Layton e Luke vanno a teatro. Alla fine dell'opera, lo spettacolo tuttavia si trasforma in un terrorizzante gioco, guidato da una misteriosa figura, in cui si rischia il tutto per tutto: la vita eterna o la morte. Appena l'ispettore Grosky tenta di arrestarlo, il teatro si stacca da terra e si trasforma in una gigantesca nave: la Crown Petone. Così si dà inizio al gioco, con l'enigma 001: la cosa più antica che vi possa essere. Layton, Luke e Janice riescono ad indovinare la soluzione (le stelle) e si salvano insieme ad un altro gruppo di persone, mentre i perdenti al gioco, al contrario di quanto detto nell'introduzione, vengono portati a terra su sottomarini. Il gioco continua con l'enigma 002: la più grande tra le corone. Layton capisce che sarà impossibile confrontare tutte le corone presenti sulla nave dato il tempo limitato e uno dei partecipanti rivela che la corona incisa all'entrata del teatro è la soluzione. Layton capisce che il suo era solo un trucco per eliminare più partecipanti possibili e quindi vanno alle scialuppe di salvataggio per vedere la più grande corona al mondo. Dopo una lunga chiacchierata, la soluzione spunta davanti agli occhi di Luke, rendendosi conto che la corona più grande al mondo è proprio la nave Crown Petone. Una voce annuncia ai partecipanti che hanno superato anche il secondo enigma e che verranno portati via dalle scialuppe. Il gioco porta i partecipanti rimanenti sull'isola di Ambrosia; Emmy scopre quanto successo e cerca di raggiungerli.
Sull'isola sorge un castello nero e una voce annuncia l'enigma 003: raggiungere il castello. Dopo aver scoperto l'ingresso della camera del re con l'enigma 004, il gruppo, senza Layton e altri due partecipanti, arriva a destinazione, dove viene catturato da Jean Descole, nemesi del professore e ideatore del gioco insieme a Whistler. Descole cattura Amelia, una ragazza campionessa di scacchi, e gli altri vanno a salvarla. Dopo che Emmy è arrivata sul posto, il gruppo riesce a liberare Amelia. In quel momento Layton arriva sul posto e svela il piano dietro al folle gioco di Oswald Whistler e Descole: un anno prima, mentre Melina stava per morire, il signor Whistler ha costruito il Detragon, una macchina spaventosa, che sarebbe capace di trasferire i ricordi nel cervello di un'altra persona. Sarebbe stata usata su Melina per trasferire tutti i suoi pensieri a Nina. Subito dopo Janice rivela di essere Melina: ella spiega che Janice ha accettato di darle il suo corpo, così Melina, gravemente malata, ha provato la gioia di fare quello che voleva. Col passare del tempo ella si rese conto che non è giusto sacrificare la vita di un'amica per la propria felicità.
Subito dopo Descole cattura Melina, con lo scopo di usarla per la resurrezione del regno di Ambrosia. Nel corso del tempo Descole scoprì che le linee che racchiudono lo stemma del regno rappresentano un rigo musicale e se ne può ricavare lo spartito per l'Ode alle Stelle e l'Ode al Mare: quando le due melodie suoneranno il regno risorgerà. L'unica persona in grado di interpretare la melodia sarebbe Melina e Descole lavorò per crearne una copia perfetta. Lo scienziato però fallisce miseramente e inizia a distruggere l'intera isola pur di risvegliare la città. Melina prova a fermarlo, ma Descole la spinge indietro e la ragazza scivola finendo per rimanere aggrappata ad un bordo della macchina-robot. Mentre Luke prova a salvarla, Descole cerca ad ucciderlo con un braccio della macchina. Per salvare le vite di Luke e Melina, Layton decide di sacrificarsi mettendosi davanti al braccio-trapano che lo porta in alto, dopodiché il braccio esplode. Descole, credendo che Layton sia morto, ne rimane contento, ma subito dopo scopre che il professore è ancora vivo e che con un grande salto si era aggrappato ad un tubo della macchina, un secondo prima che il braccio meccanico esplodesse. Descole allora sfodera la sua spada per uccidere Layton, che però reagisce e i due iniziano ad affrontarsi. Dopo un breve duello con le spade, Layton svela a Descole che è necessaria una terza melodia, l'Ode al Sole (ricavabile invertendo lo stemma di Ambrosia), per aprire il sigillo e, con l'aiuto di Melina, riesce nell'impresa. Subito dopo il risveglio della città Descole, in un impeto d'ira, si scaglia contro Layton riprendendo a duellare con le spade ma, per sbaglio, attivano l'autodistruzione del robot. Subito dopo Melina restituisce a Janice il suo corpo e muore. Dopo la sconfitta di Descole e l'arresto di Oswald Whistler, Layton spiega a Luke che l'immortalità di Ambrosia non consiste in una vita eterna, ma in un sonno eterno iniziato con la morte della regina e il dolore del suo popolo. Dopo i titoli di coda, nell'ufficio del professor Layton, mentre egli e Luke ascoltano il vinile de L'Eterna Diva, ricevono la visita di Janice Quatlane.

## Personaggi
- Professor Hershel Layton: Un professore d'archeologia presso l'università Gressenheller, amante del tè e maestro degli enigmi. Sebbene non sia un detective, non esiste mistero che egli non sappia risolvere. I misteri che va risolvendo gli fanno guadagnare fama e reputazione.
- Luke Triton: L'auto-proclamato "apprendista numero uno del professor Layton". Segue il suo maestro in tutto e la sua abilità di comprensione verso gli animali è elevatissima.
- Emmy Altava: La prima assistente del professor Layton. È descritta come un'eroina. Lascia Layton e Luke per indagare insieme al Dr. Schrader sui bambini rapiti a Londra.
- Janice Quatlane: Una celebre cantante d'opera che ha richiesto l'aiuto del professor Layton. È conosciuta per la sua voce meravigliosa.
- Jean Descole: Il vero cattivo del film. È uno scienziato intelligente, che attira le persone al suo fianco con le sue false promesse. Odia così tanto Layton da volerlo vedere morto. Nel film è alla ricerca della città perduta di Ambrosia, un luogo leggendario.
- Ispettore Grosky: Ispettore di Scotland Yard, porta avanti le indagini su ciò che accade all'interno del teatro Crown Petone. Potrà anche avere 48 anni, ma il suo spirito da poliziotto non perisce mai!
- Oswald Whistler: Un pianista di 54 anni, che gestisce la musica nel teatro. Ha costruito il teatro Crown Petone con l'aiuto di Jean Descole. Ha scritto lui l'opera L'Eterna Diva.
- Melina Whistler: Figlia di Oswald e migliore amica di Janice, morta un anno prima dell'inizio del film all'età di 22 anni.
- Nina: Ragazzina di 7 anni che sostiene di aver ottenuto la vita eterna. Sostiene anche di essere Melina Whistler.
- Curtis O'Donnel: Un capitano di mare sessantacinquenne. Vuole ottenere la vita eterna per navigare sempre i mari.
- Marco Brock: Un quarantacinquenne storico-dilettante. Vuole ottenere la vita eterna al fine di risolvere tutti i misteri antichi.
- Amelia Ruth: Ragazza di 16 anni, talentuosa giovane e bella. È una campionessa di scacchi conosciuta in tutta la Gran Bretagna. Suo nonno è malato, e vuole usare la vita eterna per salvarlo.
- Federick Bargland: Capo di un'associazione leader nel settore marittimo. Il dottore gli ha detto che gli rimangono sei mesi di vita, perciò vuole ottenere la vita eterna per mantenere il successo alla sua associazione.
- Annie Dretche: Famosa autrice britannica, ha scritto un famoso romanzo giallo Assassino sul Tamigi. Vuole ottenere la vita eterna al fine di scrivere romanzi per sempre.
- Celia Radley: Vedova di 32 anni di un ex miliardario. Vuole ottenere la vita eterna al fine di non invecchiare mai e mantenere la sua bellezza.
- Pierre Starbuck: Giocatore venticinquenne di calcio, talentuoso, che ha dovuto rinunciare a giocare a causa di un infortunio alla gamba. Vuole la vita eterna per poter giocare di nuovo.

Il film include inoltre alcuni personaggi incontrati negli altri episodi del professor Layton: Flora Reinhold, Don Paolo, ispettore Chelmey, agente Barton, Foltbaffen, il signor Beluga, Nonna Enigmina, Babette, il gatto Claudia, Quartz e Crystal Arbatro e il dr. Andrew Schrader. Nello studio di quest'ultimo è presente anche lo scrigno degli Elisi, fatidico oggetto su cui ruota il mistero nel secondo episodio della serie: Il professor Layton e lo scrigno di Pandora.

## Colonna sonora
Sono stati pubblicati due album in Giappone contenenti le musiche del film. Uno intitolato The Eternal Diva: Janice Quatlane, contenenti tutti i brani vocali, e l'altro intitolato Reiton kyōju to eien no utahime original soundtrack, contenente la musica principale del film. A differenza del gioco, viene utilizzata un'orchestra vera per la maggior parte della musica.

### The Eternal Diva Janice Quatlane

#### Tracce
1. Record of Memories 1:19
2. Let This Happiness Be Eternal 1:46
3. A Transient Life's Departure 2:06
4. Janice's Tears 1:38
5. The Eternal Diva 7:03
6. A Song of the Stars 0:37
7. A Song of the Sea 0:49
8. A Song of the Sun 2:16
9. Indigo Memories 1:39

Durata CD: 19:13

### Professor Layton and the Eternal Diva Original Soundtrack

#### Tracce
1. Cold Open ~Professor Layton's Theme 2:38
2. Prologue to the Adventure ~Puzzles 1:27
3. Travel Guide ~Descole's Theme 1:40
4. Compensation 1 ~Detragiganto's Theme 0:33
5. Departure to the Voyage ~Descole's Theme 2:05
6. Detragan's Echoes ~Whistler's Theme 1:06
7. Rules for the Survivors ~Tense Atmosphere 0:46
8. Puzzle Number 001 ~Puzzles 3 1:56
9. Compensation 2 ~Detragiganto's Theme 0:21
10. Puzzle Number 002 ~Puzzles 5 4:11
11. Melina's Tenacity ~An Uneasy Atmosphere 0:27
12. People of the Past ~The Looming Tower 2:13
13. The True Crown ~Descole's Theme 1:54
14. About London ~About Town 0:43
15. The Passionate Whistler ~Whistler's Theme 1:26
16. The Legendary Kingdom ~Theme of Ambrosia 0:56
17. Rest ~A Moment of Peace 0:53
18. A Pursuer Approaching 1 ~A Pursuer Approaching 1:18
19. Puzzle Number 003 ~Revolutionary Idea 0:54
20. Adjusting the Pace ~Pursuit in the Night 1:11
21. Compensation 3 ~Detragiganto's Theme 0:12
22. Escape! ~Professor Layton's Theme 2:24
23. Puzzle Number 004 ~The Plot Thickens! 2:07
24. Descole Appears ~Descole's Theme 1:01
25. Professor Layton's Piano ~A Song of the Sea 0:32
26. A Pursuer Approaching 2 ~A Pursuer Approaching 1:04
27. Emmy's Efforts ~Emmy's Theme 0:31
28. Whistler's Experiment ~Dangerous Experiment 2:10
29. The Mystery Explained! ~Professor Layton's Theme 2:34
30. Great Conspiracy ~Descole, Ambrosia's Theme 2:36
31. Prelude to Destruction ~Descole's Theme 1:07
32. Detragiganto Appears ~Detragiganto's Theme 1:43
33. Janice's Crisis ~Tense Decision 0:21
34. English Gentleman of the Future ~Luke's Theme 1:53
35. The Final Battle ~Time of Conclusion 1:49
36. The Dream Collapses ~Theme of Ambrosia 1:38
37. Father's Memories ~Whistler's Theme 0:35
38. Nearby Thoughts ~Whistler's Theme 2:46
39. The Eternal Diva / Jenis Quatlane (CV Nana Mizuki) 6:55

Durata CD: 62:36

## Sequel
Dopo l'uscita, la Level-5 ha dichiarato l'intenzione di pubblicare un film della serie del professor Layton ogni inverno, e che in quel momento stavano già producendo il film successivo. Oltre al film di animazione, era in preparazione anche un film live-action statunitense/giapponese. Inoltre il produttore Akihiro Hino ha dichiarato che la seconda saga della serie (che comincia con Il professor Layton e il richiamo dello spettro) sarebbe dovuta essere originariamente accompagnata da un secondo film. Tale pellicola però è stata cancellata e non ha più visto la luce.